# 1-й піхотний полк (Австро-Угорщина)
1-й Сілезький піхотний полк «Кайзер» (нім. Schlesisches Infanterie-Regiment „Kaiser“ Nr. 1, 1. IR) — піхотний полк Спільної армії Збройних сил Австро-Угорщини.

## Історія
Заснований в 1716 році під назвою Піший полк Старої Лотарингії Священної Римської імперії. З 1848 носить назву кайзерівський, оскільки в різний час покровителями полку були імператори Австрії — Франц I, Йосиф II, Леопольд II, Франц II, Фердинанд I і Франц Йосиф I.
Штаб-квартира розміщувалася в Кракові, місце вербування солдатів — Опава.
В 1909 році 2-й, 3-й, 4-й батальйони базувалися в Опаві, 1-й — в Фочі. В 1912 р. командування було повністю переведено з Кракова в Опаву.
У 1914 році 4-й батальйон і батальйон резерву переведено в Опаву, 2-й і 3-й батальйон — до гарнізону Кракова, 1-й батальйон відправлено до Мостару.

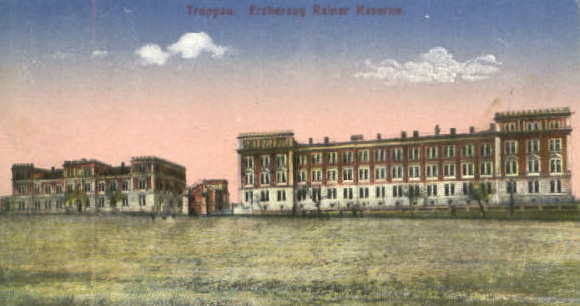
Казарми 1-го піхотного полку в Опаві.

У результаті реформ Конрада з червня 1918 року кількість батальйонів було скорочено до трьох, і 1-й батальйон було розформовано.

## Бойовий шлях
Полк брав участь у Семирічній війні, у Наполеонівських війнах та Австро-італо-прусській війні.
У 1914 р. полк вирушив на Італійський фронт Першої світової війни, де брав участь у кількох битвах при Ізонцо.

## Склад
- 1-й батальйон (1903—1908: Опава, 1909: Фоча, 1910—1914: Мостар);
- 2-й батальйон (1903—1911: Опава, 1912—1914: Краків);
- 3-й батальйон (1903—1911: Опава, 1912—1914: Краків);
- 4-й батальйон (1903—1914: Опава).[1]

Національний склад (1914):
- 82 % — німці;
- 15 % — чехи;
- 3 % — інші національності.[1]

## Почесні шефи
- 1716: кронпринц Леопольд Клемент Лотаринзький.

## Командування
- 1865: полковник Альфред дю Рьйо де Фейо;
- 1885: полковник Едуард фон Замбаур;
- 1900—1903: полковник Еммеріх Едл фон Фішер;
- 1904—1907: полковник Хуго Кромер;
- 1908—1910: полковник Генріх Фрайх фон Фідлер;
- 1912—1914: полковник Адальберт фон Кальтенборн.[1]

## Підпорядкування
Полк підпорядковувався 10-й піхотній бригаді, 5-й піхотній дивізії, 1-му корпусу. В серпні 1914 р. 1-й батальйон включений в 1-шу бригаду при 16-му армійському корпусі.

## Однострій та символіка

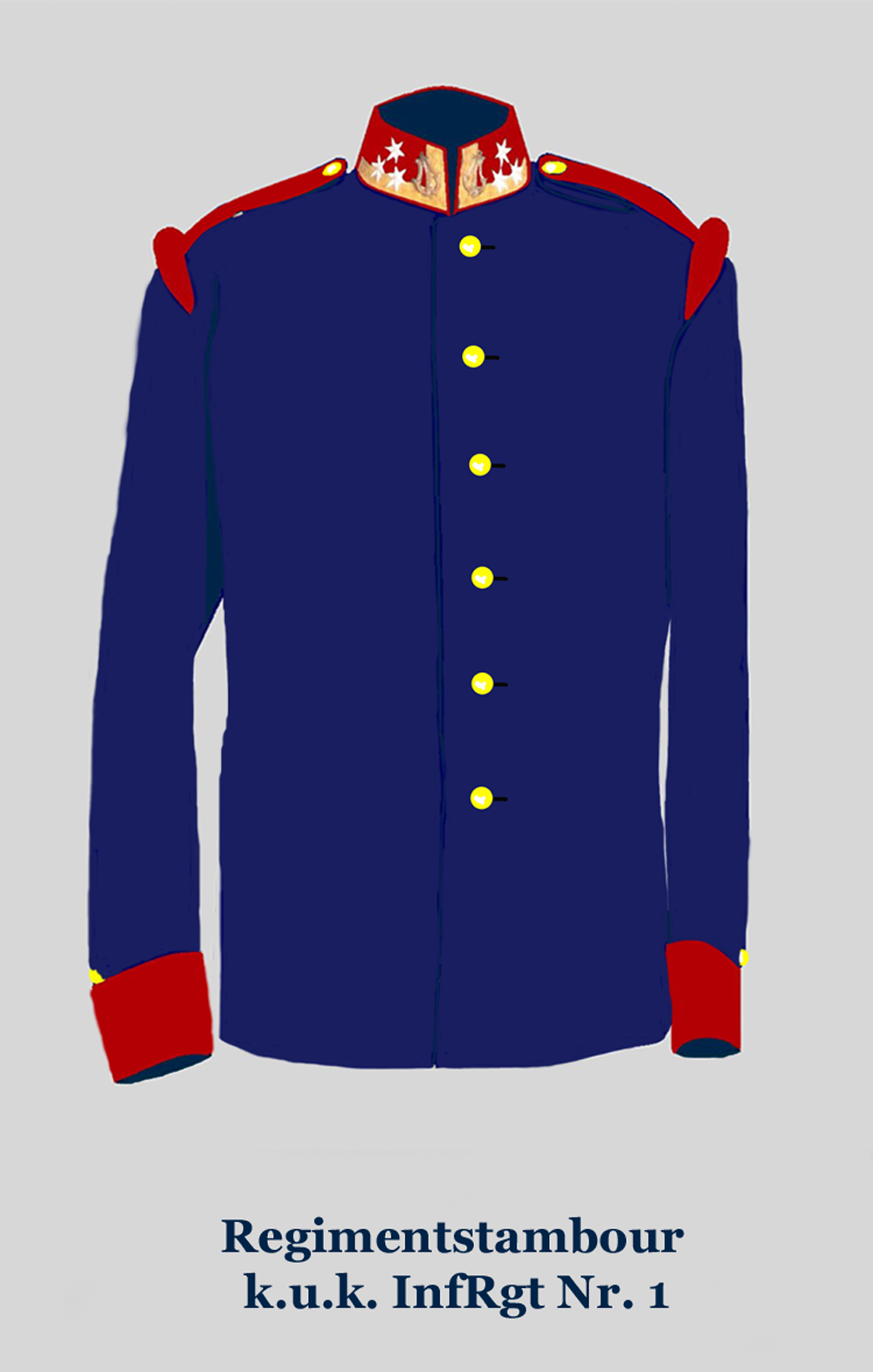
Парадний мундир полкового барабанщика 1-го піхотного полку.
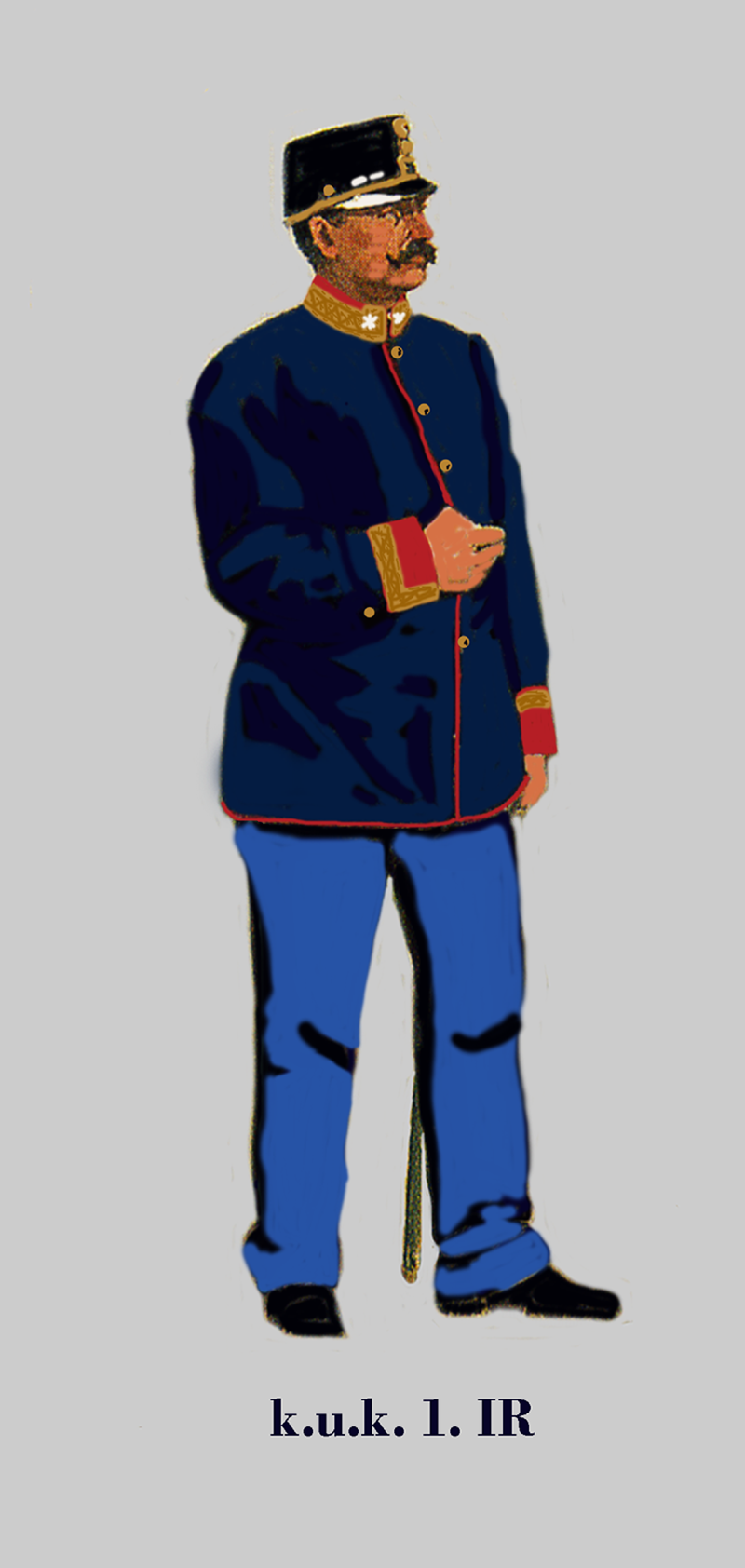
Майор 1-го піхотного полку в парадній формі одягу.
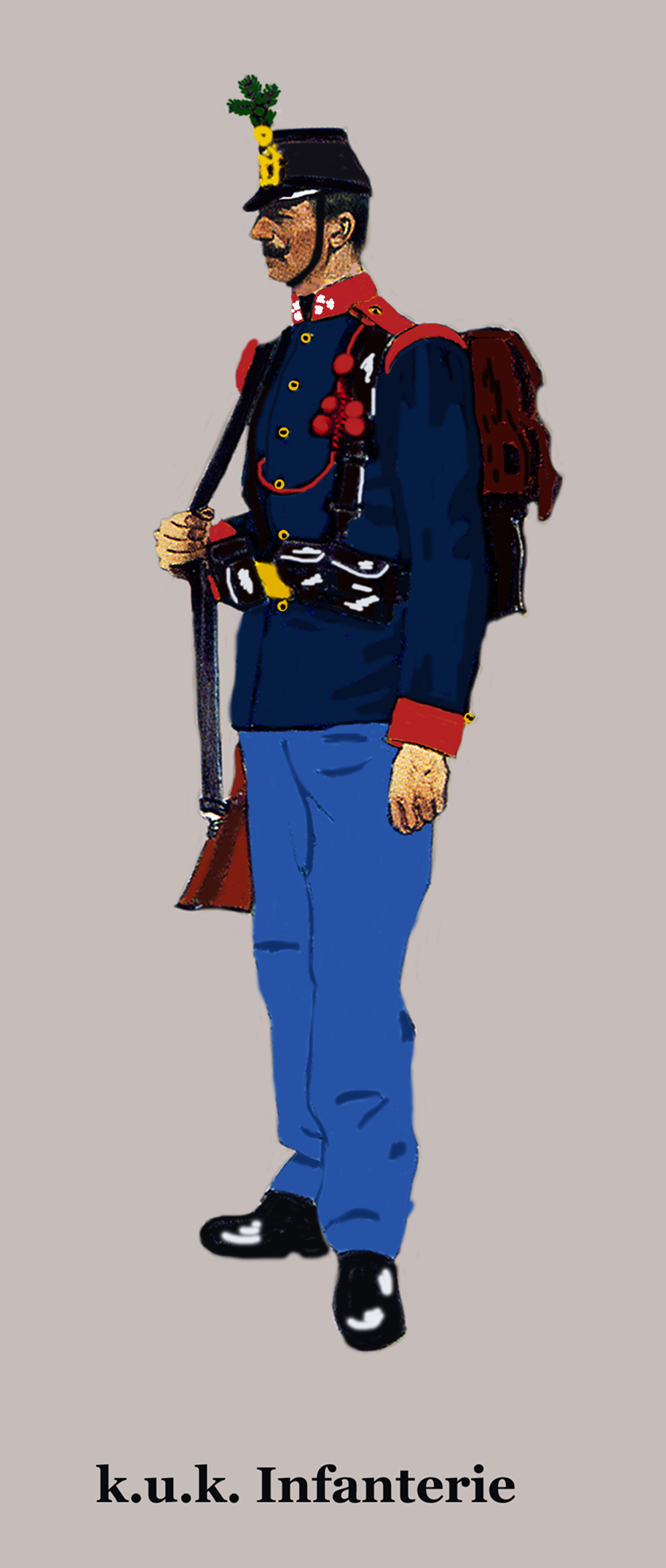
Цугсфюрер 1-го піхотного полку в парадній формі одягу.
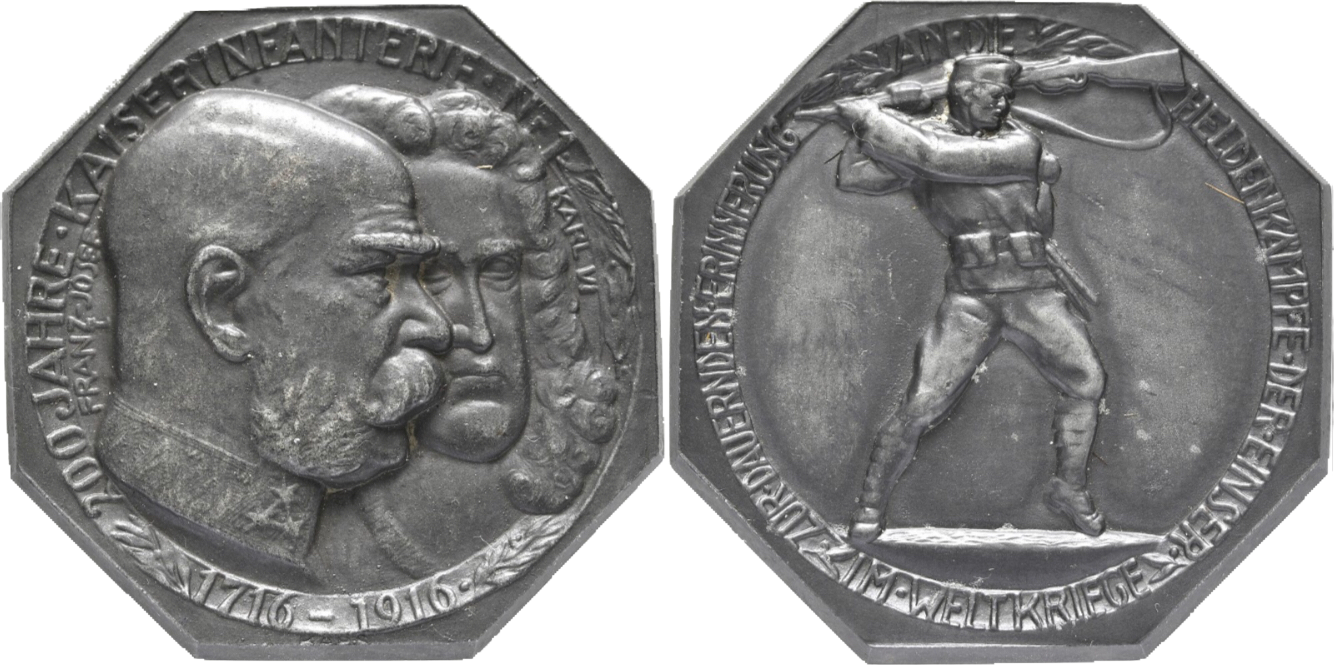
Восьмикутна цинкова медаль в честь 200-річчя від дня створення 1-го піхотного полку. 1916 р.
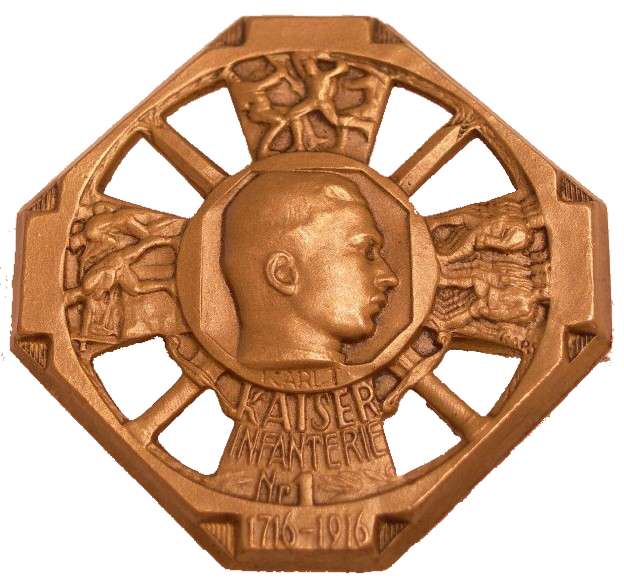
Каппен 1-го піхотного полку. Прикріплювався до головного убору військовослужбовця.

## Галерея

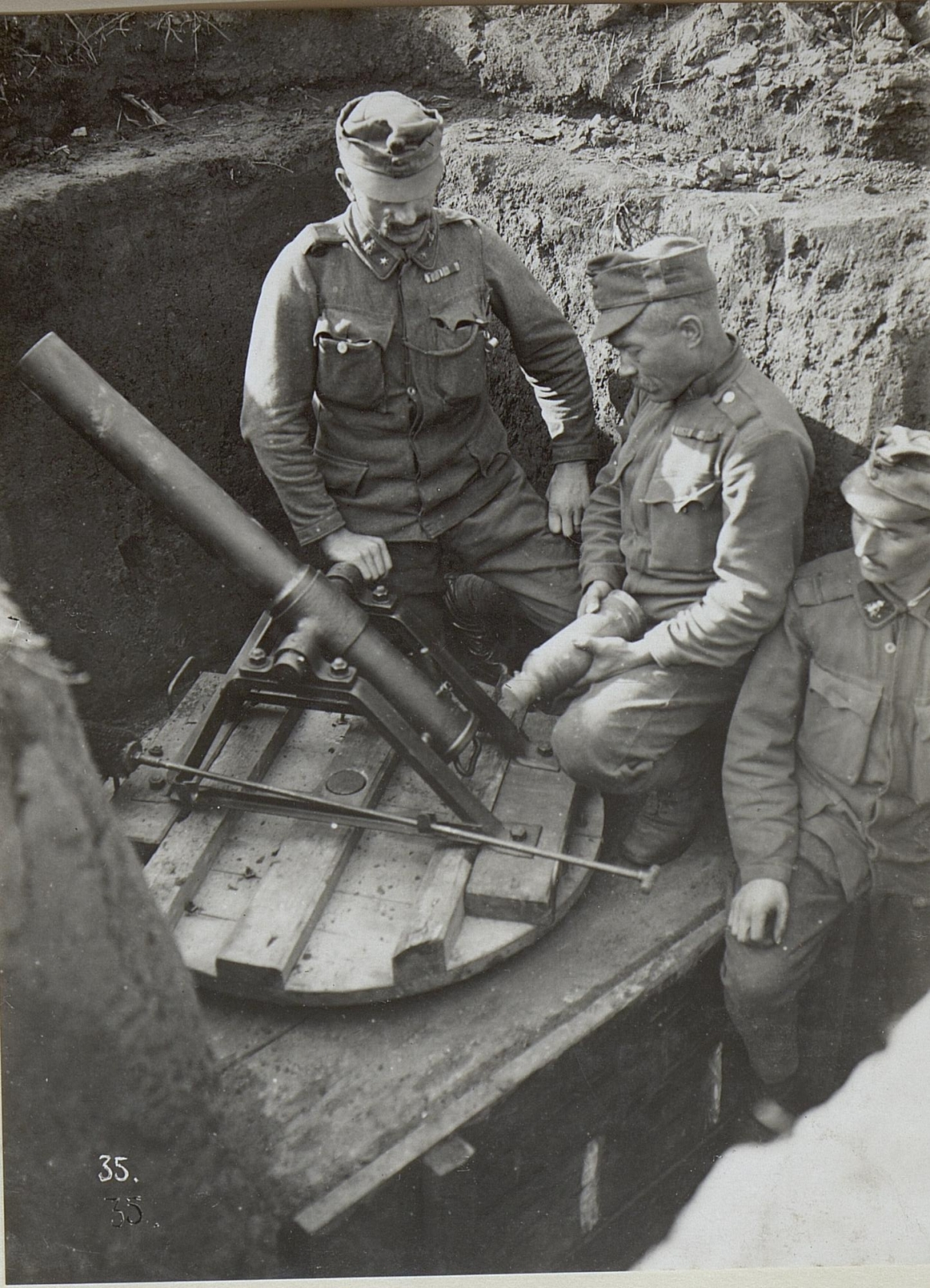
Бійці 1-го піхотного полку з мінометом, 1917.
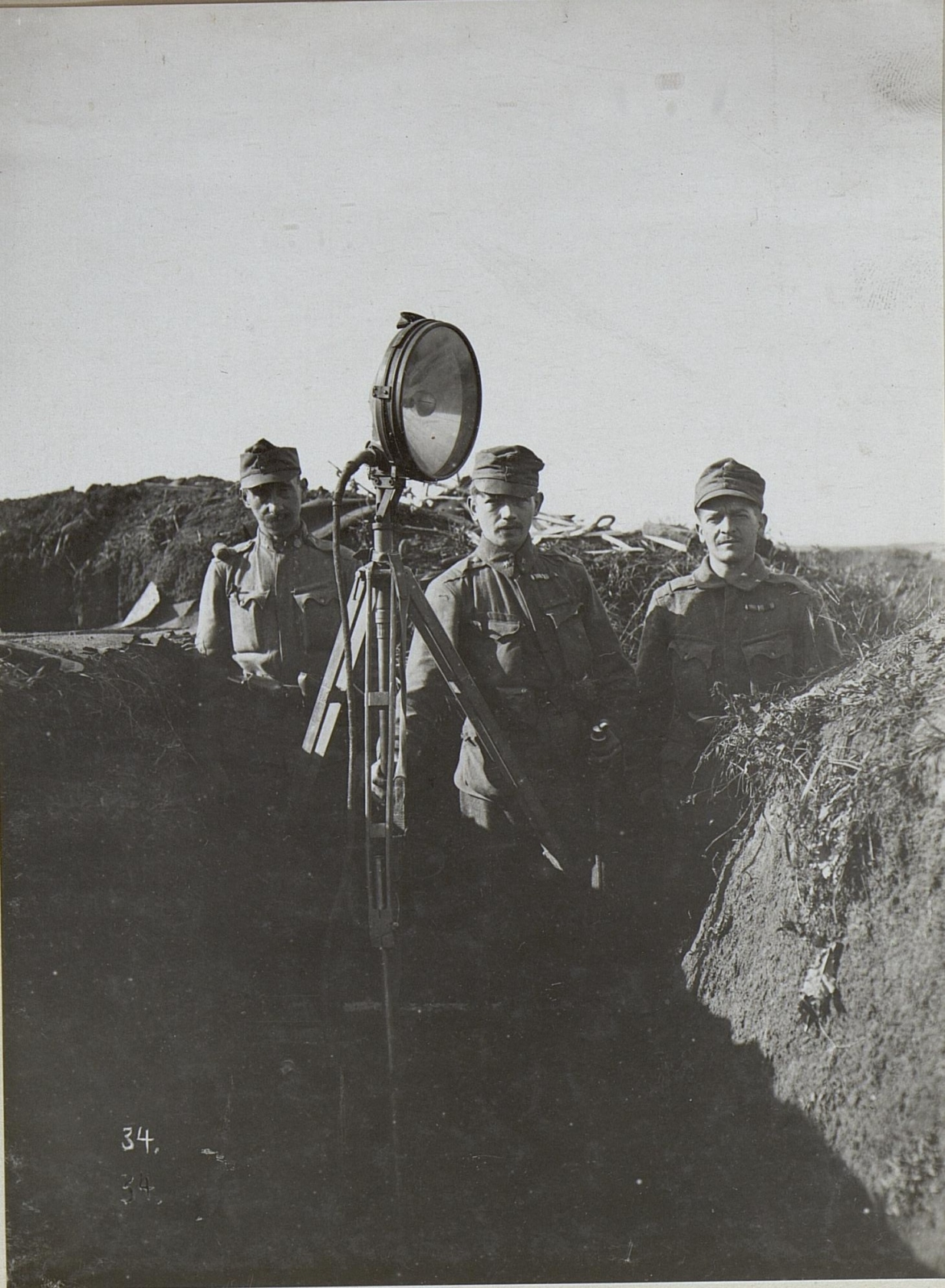
Бійці в окопах, 1917.